# Population mondiale
La population mondiale est le nombre d'êtres humains vivant sur Terre à un instant donné. L’ONU l'estime à 8 milliards le 15 novembre 2022. Elle avait été estimée à 6,1 milliards pour 2000, entre 1,55 et 1,76 milliard pour 1900, entre 0,813 et 1,125 milliard pour 1800 et entre 600 et 679 millions d'habitants pour 1700. Cette augmentation séculaire de la population tend cependant à ralentir avec la baisse mondiale de l'indice de fécondité, plus ou moins importante selon les pays.
Le taux annuel de la croissance démographique de la population mondiale est tombé de 2,1 % au début des années 1960 à moins de 1 % en 2020.
Toutefois, une étude démographique suggère que les 43 % de la population vivant en milieu rural — et donc la population mondiale —seraient sous-estimés,,.

## Répartition par continent

Pyramide des âges du monde par groupes continentaux en 2023

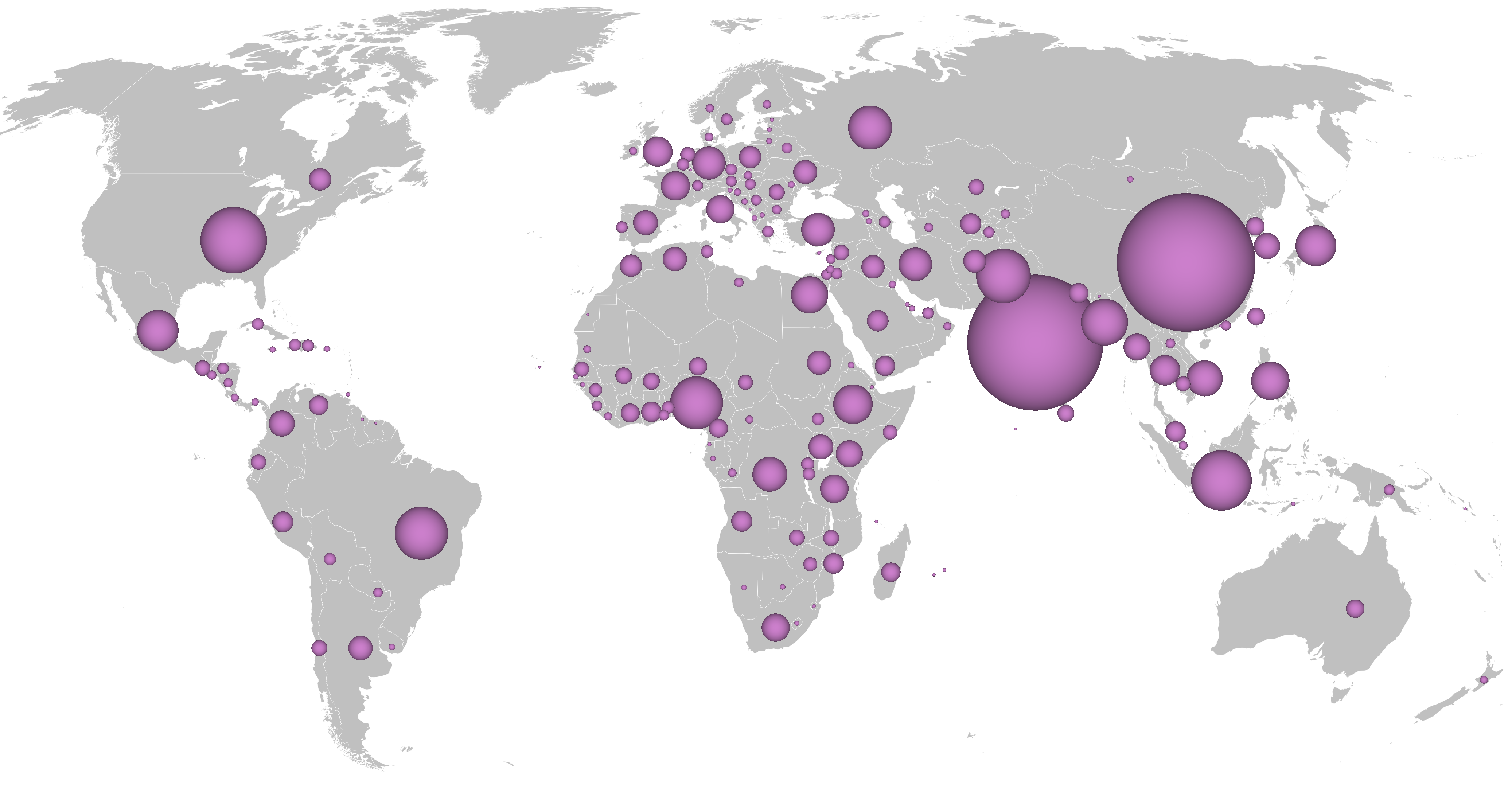
Carte des pays par population.

Population mondiale par continent en 2022
- Asie (55,6 %)
- Afrique sub-saharienne (14,5 %)
- Europe+Amérique du Nord (14,1 %)
- Amérique latine (8,3 %)
- Afrique du nord+Moyen-Orient (6,9 %)
- Océanie (0,6 %)

| Région                              | 2023 (%)         | 2030 (%)       | 2050 (%)       | 2084 (%)       | 2100 (%)       |
| ----------------------------------- | ---------------- | -------------- | -------------- | -------------- | -------------- |
| Afrique subsaharienne               | 1 196,7 (14,9 %) | 1 414 (16,6 %) | 2 077 (21,5 %) | 3 060 (29,7 %) | 3 345 (32,8 %) |
| Afrique du Nord et Asie occidentale | 568 (7,1 %)      | 631 (7,4 %)    | 789 (8,2 %)    | 956 (9,3 %)    | 987 (9,7 %)    |
| Asie centrale et Asie du Sud        | 2 112,8 (26,2 %) | 2 268 (26,6 %) | 2 613 (27,1 %) | 2 742 (26,6 %) | 2 643 (25,9 %) |
| Asie de l'Est et Asie du Sud-Est    | 2 349,6 (29,2 %) | 2 353 (27,6 %) | 2 247 (23,3 %) | 1 709 (16,6 %) | 1 456 (14,3 %) |
| Europe et Amérique du Nord          | 1 127,5 (14,0 %) | 1 136 (13,3 %) | 1 130 (11,7 %) | 1 081 (10,5 %) | 1 068 (10,5 %) |
| Amérique latine et Caraïbes         | 656,6 (8,1 %)    | 686 (8,0 %)    | 730 (7,6 %)    | 673 (6,5 %)    | 615 (6,0 %)    |
| Australie et Nouvelle-Zélande       | 31,5 (0,4 %)     | 33 (0,4 %)     | 38 (0,4 %)     | 45 (0,4 %)     | 49 (0,5 %)     |
| Autres pays d'Océanie               | 13,8 (0,2 %)     | 15 (0,2 %)     | 19 (0,2 %)     | 23 (0,2 %)     | 24 (0,2 %)     |
| Monde                               | 8 056,5          | 8 536          | 9 644          | 10 290         | 10 187         |

## Évolution historique

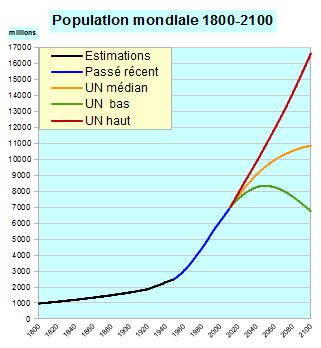
Population mondiale : 3 scénarios d'évolution possible de la population mondiale.
sources : Nations unies, Projections de population 2013 ; 1800-1950 : estimations US Census Bureau

Évolution de la population mondiale entre 10000 av. J.-C. et 2000

Perspectives d'évolution de la population mondiale par continent jusqu'en 2050, selon divers modèles d'estimations et scénarios, fournis par l'ONU. Attention, l'échelle verticale (unité : millions) est logarithmique ce qui « aplatit » l'augmentation.

La taille de la population mondiale passée ne peut être qu'estimée. Dans le passé, des démographes (Giammaria Ortes par exemple) ont cherché à calculer non seulement la population du monde, mais celle que le monde pouvait supporter au vu des ressources disponibles.
Pour celle d'avant le XIXe siècle, on peut se faire une idée de la densité de population via quelques registres de naissance et mort, ou certains recensements, ou encore via la production agricole estimée. La natalité n'est pas un prédicteur en soi : ainsi, l'enquête de démographie historique lancée par Louis Henry (Ined, fin des années 1950) et la reconstitution des tables de mortalité françaises des XIXe et XXe siècles ont montré que pour « une population qui n'avait pas la moitié de l'effectif actuel, le royaume de France comptait plus de naissances au milieu du XVIIIe siècle que la République aujourd'hui : un million au lieu de 765 000. Mais, dès l'âge de 10 ans, la moitié des enfants étaient décédés. D'où le très faible niveau de l'espérance de vie : 25 ans ; elle a donc plus que triplé en deux siècles et demi », permettant dans ce cas une forte croissance de la population malgré une natalité en forte diminution.
Dans l'entre-deux-guerres, des projections parfois qualifiées de « pessimistes » prévoyaient un plafonnement de la population mondiale vers 2 milliards d'habitants en 2100. Mais, dans les années 1960, le constat de l'explosion démographique, notamment dans les pays où le taux de fécondité était jusque-là mal connu aboutit à de nouvelles projections, l'accroissement démographique atteignant un pic de 2,2 % en 1963. 
L'estimation suivante de la population mondiale à travers le temps se base sur la synthèse du Bureau du recensement des États-Unis pour la période allant de -10000 à 1940 et pour les années antérieures sur les données de l'Organisation des Nations unies (ONU) et les études de Gregory Cochran (en) basées sur l'ADN mitochondrial. On observe que la population a connu une faible croissance durant des milliers d'années, alors que la fin de l'époque moderne marque le passage à une croissance accélérée d'allure exponentielle avec un taux de croissance élevé de la population, faisant passer le nombre de personnes vivant sur Terre d'environ 650 millions en 1750 à plus de 1,2 milliard un siècle plus tard et à plus de 2,5 milliards en 1950.
| Année    | Population mondiale    |
| -------- | ---------------------- |
| -100 000 | 0,5 million            |
| -10 000  | 1 à 10 millions        |
| -6 500   | 5 à 10 millions        |
| -5 000   | 5 à 20 millions        |
| 400      | 190 à 206 millions     |
| 1000     | 254 à 345 millions     |
| 1250     | 400 à 416 millions     |
| 1500     | 425 à 540 millions     |
| 1700     | 600 à 679 millions     |
| 1750     | 629 à 691 millions     |
| 1800     | 0,813 à 1,125 milliard |
| 1850     | 1,128 à 1,402 milliard |
| 1900     | 1,550 à 1,762 milliard |
| 1910     | 1,750 milliard         |
| 1920     | 1,860 milliard         |
| 1930     | 2,07 milliards         |
| 1940     | 2,3 milliards          |
| 1950     | 2,5 milliards          |

Combien d'humains ont vécu sur Terre depuis l'apparition de l'espèce Homo sapiens ? Répondre à cette question pose divers problèmes méthodologiques. Les estimations varient selon les sources.
Dans un article de 1995 (mis à jour en 2002), le démographe Carl Haub du Bureau du recensement des États-Unis estime qu'à la mi-2002, le nombre total d'êtres humains ayant vécu sur Terre est de plus de 106 milliards.
Le Bureau du Recensement des États-Unis, tout en relevant les limites méthodologiques de la problématique et en estimant que pour 99 % de la population historique, il n'y a pas de recensement, arrive toutefois à un total d'environ 110 milliards jusqu'en 2011 (en prenant -50000 comme point de départ, ainsi que des données de fécondité à partir de -8000 estimées à 80 pour mille, diminuant progressivement jusqu'aux taux connus aujourd'hui). La population mondiale de 2011 représenterait ainsi 6,5 % de celle de l'humanité historique tout entière, battant en brèche une estimation des années 70 selon laquelle 75 % de la population historique aurait été vivante à ce moment-là.
Pour d'autres, le chiffre serait plutôt de 80 milliards, dont la moitié aurait vécu jusqu'à l'an 1, et l'autre moitié les 2 000 dernières années, dont 1 sur 5 aura vécu les deux derniers siècles, et près de 1 sur 10 sera encore vivant d'ici à 2025,. Les découvertes de 2017 de fossiles d'Homo sapiens au Maroc datant de 300 000 ans modifieront également le calcul. Ces estimations sont donc susceptibles d'évoluer considérablement.

### Évolution depuis 1950
| Année                                          | Population mondiale (milliers) | %±        | Accroissement brut (millier) |
| ---------------------------------------------- | ------------------------------ | --------- | ---------------------------- |
| 1950                                           | 2 536 431                      |           |                              |
| 1955                                           | 2 773 020                      | + 9,33 %  | 236 589                      |
| 1960                                           | 3 034 950                      | + 9,45 %  | 261 930                      |
| 1965                                           | 3 339 584                      | + 10,04 % | 304 634                      |
| 1970                                           | 3 700 437                      | + 10,81 % | 360 854                      |
| 1975                                           | 4 079 480                      | + 10,24 % | 379 043                      |
| 1980                                           | 4 458 003                      | + 9,28 %  | 378 523                      |
| 1985                                           | 4 870 922                      | + 9,26 %  | 412 918                      |
| 1990                                           | 5 327 231                      | + 9,37 %  | 456 309                      |
| 1995                                           | 5 744 213                      | + 7,83 %  | 416 982                      |
| 2000                                           | 6 143 494                      | + 6,95 %  | 399 281                      |
| 2005                                           | 6 541 907                      | + 6,49 %  | 398 413                      |
| 2010                                           | 6 956 824                      | + 6,34 %  | 414 917                      |
| 2015                                           | 7 379 797                      | + 6,08 %  | 422 973                      |
| 2020                                           | 7 794 799                      | + 5,62 %  | 415 002                      |
| Source : ONU, World Population Prospects 2019. |                                |           |                              |

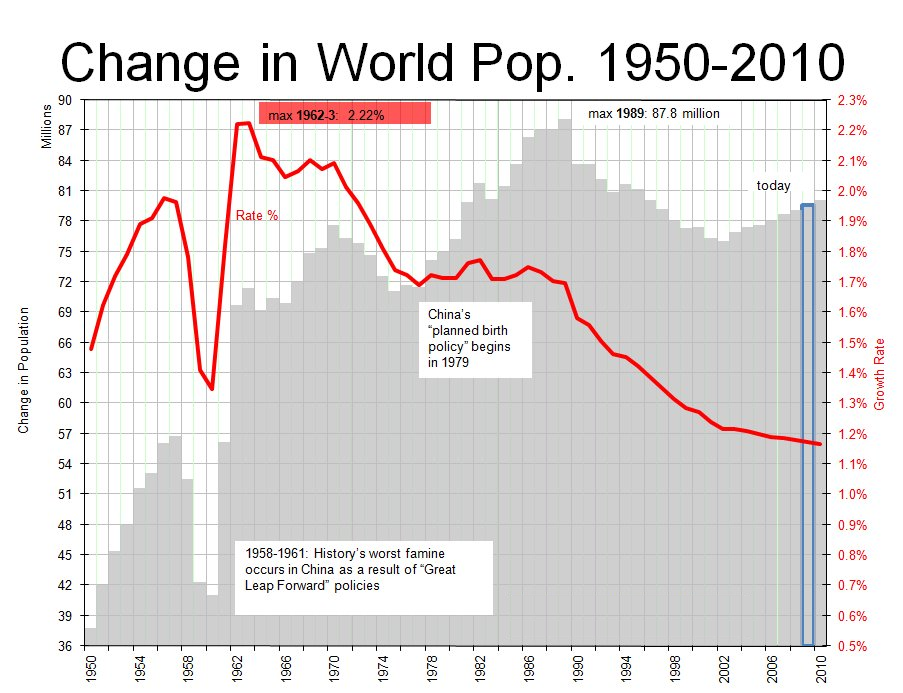
Accroissement de la population mondiale de 1950 à 2010 en nombre absolu (chaque barre grise représente le nombre de terriens supplémentaires par an) et en valeur relative (pourcentage, en rouge).

En 2016, le Population Reference Bureau américain estimait que la population humaine mondiale augmentait de 246 000 habitants par jour, résultat égal à la différence entre les 403 000 naissances et les 157 000 décès estimés par jour sur Terre, ce qui représente une hausse de 90 millions de personnes par an.
Le taux annuel de croissance de la population a culminé à 2,1 % sur la période 1962-1965, puis a ralenti de plus de moitié du fait de la baisse de la fertilité. En 2020, pour la première fois depuis 1950, il est tombé en dessous de 1 %, et l'ONU prévoit qu'il continuera à décroître, puis deviendra négatif après 2084.
Le cap de 6 milliards a été atteint en octobre 1999. À cette occasion, les Nations unies ont symboliquement désigné un nouveau-né bosnien le « bébé 6 milliards ». Celui des 7 milliards est né officiellement le 31 octobre 2011.
La division Population de l'ONU estime la date de franchissement du cap des 8 milliards au 15 novembre 2022,

### Évolution par région
| Région                      | 1950 | 1960 | 1970 | 1980 | 1990 | 2000 | 2010 | 2020 |
| --------------------------- | ---- | ---- | ---- | ---- | ---- | ---- | ---- | ---- |
| Afrique                     | 9,0  | 9,4  | 9,9  | 10,8 | 11,9 | 13,3 | 15,1 | 17,2 |
| Afrique du Nord             | 1,9  | 2,1  | 2,2  | 2,4  | 2,6  | 2,8  | 2,9  | 3,2  |
| Afrique subsaharienne       | 7,1  | 7,3  | 7,7  | 8,4  | 9,3  | 10,5 | 12,1 | 14,0 |
| Amérique                    | 13,5 | 14,1 | 14,1 | 13,9 | 13,7 | 13,7 | 13,6 | 13,1 |
| Amérique du Nord            | 6,8  | 6,8  | 6,2  | 5,7  | 5,3  | 5,1  | 4,9  | 4,7  |
| Amérique latine et Caraïbes | 6,7  | 7,3  | 7,8  | 8,2  | 8,4  | 8,6  | 8,6  | 8,4  |
| Asie                        | 55,4 | 56,1 | 57,8 | 59,3 | 60,4 | 60,7 | 60,3 | 59,5 |
| Asie centrale               | 0,7  | 0,8  | 0,9  | 0,9  | 0,9  | 0,9  | 0,9  | 1,0  |
| Asie de l'Est               | 26,7 | 26,5 | 26,9 | 26,7 | 26,1 | 24,6 | 22,9 | 21,5 |
| Asie de l'Ouest             | 2,0  | 2,2  | 2,3  | 2,6  | 2,8  | 3,0  | 3,3  | 3,6  |
| Asie du Sud                 | 19,5 | 19,6 | 20,0 | 21,1 | 22,3 | 23,6 | 24,5 | 24,9 |
| Asie du Sud-Est             | 6,5  | 7,0  | 7,6  | 8,0  | 8,3  | 8,5  | 8,6  | 8,6  |
| Europe                      | 21,7 | 20,0 | 17,8 | 15,6 | 13,5 | 11,8 | 10,6 | 9,6  |
| Océanie                     | 0,5  | 0,5  | 0,5  | 0,5  | 0,5  | 0,5  | 0,5  | 0,5  |

En 2014, environ 54 % de la population mondiale vivait en milieu urbain.

#### Population mondiale, 1 AD -1998 (en milliers)
Source : Maddison et al : Maddison et al. (Université de Groningue).
| Année                                                  | 1       | 1000    | 1500    | 1600    | 1700    | 1820      | 1870      | 1913      | 1950      | 1973      | 1998      |
| ------------------------------------------------------ | ------- | ------- | ------- | ------- | ------- | --------- | --------- | --------- | --------- | --------- | --------- |
| Europe de l'Ouest                                      | 24 700  | 25 413  | 57 268  | 73 778  | 81 460  | 132 888   | 187 532   | 261 007   | 305 060   | 358 390   | 388 399   |
| France                                                 | 7 000   | 10 000  | 14 000  | 20 000  | 21 000  | 31 578    | 37 653    | 41 620    | 41 647    | 51 915    | 58 298    |
| Europe de l'Est (à l'exception des pays de l'URSS)     | 4 750   | 6 500   | 13 500  | 16 950  | 18 800  | 36 415    | 52 182    | 79 604    | 87 289    | 110 490   | 121 006   |
| Ancienne URSS                                          | 3 900   | 7 100   | 16 950  | 20 700  | 26 550  | 54 765    | 88 672    | 156 192   | 180 050   | 249 748   | 290 866   |
| Europe entière (y compris pays de l'URSS)              | 33 350  | 39 013  | 87 718  | 111 428 | 126 810 | 224 068   | 328 386   | 496 803   | 572 399   | 718 628   | 800 271   |
| États-Unis                                             | 680     | 1 300   | 2 000   | 1 500   | 1 000   | 9 981     | 40 241    | 97 606    | 152 271   | 212 909   | 279 040   |
| Canada, Australie, Nlle Zélande                        | 490     | 660     | 800     | 800     | 750     | 1 249     | 5 892     | 13 795    | 23 823    | 39 036    | 52 859    |
| Total des États Unis, Canada, Australie et Nle Zélande | 1 170   | 1 960   | 2 800   | 2 300   | 1 750   | 11 230    | 46 133    | 111 401   | 176 094   | 250 945   | 323 420   |
| Mexique                                                | 2 200   | 4 500   | 7 500   | 2 500   | 4 500   | 6 587     | 9 219     | 14 970    | 28 485    | 57 643    | 98 553    |
| Autres pays d'Amérique latine                          | 3 400   | 6 900   | 10 000  | 6 100   | 7 550   | 14 633    | 30 754    | 65 545    | 137 352   | 250 807   | 409 070   |
| Total Amérique latine                                  | 5 600   | 11 400  | 17 500  | 8 600   | 12 050  | 21 220    | 39 973    | 80 515    | 165 837   | 308 450   | 507 623   |
| Japon                                                  | 3 000   | 7 500   | 15 400  | 18 500  | 27 000  | 31 000    | 34 437    | 51 672    | 83 563    | 108 660   | 126 469   |
| Chine                                                  | 59 600  | 59 000  | 103 000 | 160 000 | 138 000 | 381 000   | 358 000   | 437 140   | 546 815   | 881 940   | 1 242 700 |
| Inde                                                   | 75 000  | 77 000  | 113 000 | 145 000 | 201 000 | 209 000   | 239 000   | 319 000   | 362 000   | 549 000   | 1 029 000 |
| Autres pays d'Asie                                     | 36 600  | 41 400  | 55 400  | 65 000  | 71 800  | 89 366    | 119 619   | 185 092   | 392 481   | 677 214   | 1 172 243 |
| Total Asie (à l'exception du Japon)                    | 171 200 | 175 400 | 268 400 | 360 000 | 374 800 | 679 366   | 730 619   | 925 932   | 1 298 296 | 2 139 154 | 3 389 943 |
| Afrique                                                | 16 500  | 33 000  | 46 000  | 55 000  | 61 000  | 74 208    | 90 466    | 124 697   | 228 342   | 387 645   | 759 954   |
| Monde (milliers)                                       | 230.820 | 268.273 | 437.818 | 555.828 | 603.410 | 1.041.092 | 1.270.014 | 1.791.020 | 2.524.531 | 3.913.482 | 5.907.680 |

### Proportions de la population mondiale, 1 AD -1998 (% du total mondial)
Source : Maddison et al : Maddison et al. (Université de Groningue).
| Année                                              | 1     | 1000  | 1500  | 1600  | 1700  | 1820  | 1870  | 1913  | 1950  | 1973  | 1998  |
| -------------------------------------------------- | ----- | ----- | ----- | ----- | ----- | ----- | ----- | ----- | ----- | ----- | ----- |
| Europe de l'Ouest                                  | 10,7  | 9,5   | 13,1  | 13,3  | 13,5  | 12,8  | 14,8  | 14,6  | 12,1  | 9,2   | 6,6   |
| Europe de l'Est (à l'exception des pays de l'URSS) | 2,1   | 2,4   | 3,1   | 3,0   | 3,1   | 3,5   | 4,1   | 4,4   | 3,5   | 2,8   | 2,0   |
| Ancienne URSS                                      | 1,7   | 2,6   | 3,9   | 3,7   | 4,4   | 5,3   | 7,0   | 8,7   | 7,1   | 6,4   | 4,9   |
| Total Europe (y compris pays de l'URSS)            | 14,5  | 14,5  | 20,1  | 20,0  | 21,0  | 21,6  | 25,9  | 27,7  | 22,7  | 18,4  | 13,5  |
| États-Unis                                         | 0,3   | 0,5   | 0,5   | 0,3   | 0,2   | 1,0   | 3,2   | 5,4   | 6,0   | 5,4   | 4,6   |
| Canada, Australie et Nlle Zélande                  | 0,2   | 0,2   | 0,2   | 0,1   | 0,1   | 0,1   | 0,5   | 0,8   | 0,9   | 1,0   | 0,9   |
| Total rejetons occidentaux                         | 0,5   | 0,7   | 0,6   | 0,4   | 0,3   | 1,1   | 3,6   | 6,2   | 7,0   | 6,4   | 5,5   |
| Mexique                                            | 1,0   | 1,7   | 1,7   | 0,4   | 0,7   | 0,6   | 0,7   | 0,8   | 1,1   | 1,5   | 1,7   |
| Autres pays d'Amérique latine                      | 1,5   | 2,6   | 2,3   | 1,1   | 1,3   | 1,4   | 2,4   | 3,7   | 5,4   | 6,4   | 6,9   |
| Total Amérique latine                              | 2,4   | 4,2   | 4,0   | 1,5   | 2,0   | 2,0   | 3,1   | 4,5   | 6,6   | 7,9   | 8,6   |
| Japon                                              | 1,3   | 2,8   | 3,5   | 3,3   | 4,5   | 3,0   | 2,7   | 2,9   | 3,3   | 2,8   | 2,1   |
| Chine                                              | 25,8  | 22,0  | 23,5  | 28,8  | 22,9  | 36,6  | 28,2  | 24,4  | 21,7  | 22,5  | 21,0  |
| Inde                                               | 32,5  | 28,0  | 25,1  | 24,3  | 27,3  | 20,1  | 19,9  | 17,0  | 14,2  | 14,8  | 16,5  |
| Autres pays d'Asie                                 | 15,9  | 15,4  | 12,7  | 11,7  | 11,9  | 8,6   | 9,4   | 10,3  | 15,5  | 17,3  | 19,8  |
| Total Asie (à l'exception du Japon)                | 74,2  | 65,4  | 61,3  | 64,8  | 62,1  | 65,3  | 57,5  | 51,7  | 51,4  | 54,7  | 57,4  |
| Afrique                                            | 7,1   | 12,3  | 10,5  | 9,9   | 10,1  | 7,1   | 7,1   | 7,0   | 9,0   | 9,9   | 12,9  |
| Monde                                              | 100.0 | 100.0 | 100.0 | 100.0 | 100.0 | 100.0 | 100.0 | 100.0 | 100.0 | 100.0 | 100.0 |

### Évolution de la fécondité

Pays du monde selon leur taux de natalité en 2017.

La population mondiale continue de croître, mais l'accroissement ralentit en raison d'une baisse de la fécondité, l'indice synthétique de fécondité moyen étant passé de 5 enfants par femme dans les années 1950 à 2,4 en 2019, avec de fortes disparités (Taïwan : 1,1 enfant par femme ; Niger : 6,8). Plus de la moitié de l'humanité vit dans une région du monde où l'indice synthétique de fécondité est inférieur ou égal à 2,1 enfants par femme, indice nécessaire au remplacement des générations dans les pays développés. L'augmentation de la population concerne surtout les pays du Sud, notamment l'Afrique dont la population devrait doubler de 2019 à 2050 selon la projection moyenne de la Division de la Population de l'ONU.
Selon l'étude sur la démographie du monde musulman, Le Rendez-vous des civilisations (Seuil, 2007), Youssef Courbage et Emmanuel Todd constatent que la fécondité des femmes est passée de 6,8 enfants en 1975 à 3,7 en 2008 – 2,2 au Maroc, 2,1 en Tunisie. Cette baisse, remarquent-ils, suit partout l'alphabétisation des femmes. Néanmoins, les objectifs du millénaire concernant la parité des sexes dans l'enseignement n'ont été atteints que partiellement (atteints en Afrique du Nord, en Asie de l'Est et en Amérique latine, mais pas en Afrique subsaharienne ni en Asie du Sud), et l'effet démographique escompté ne s'est pas produit au niveau attendu.
Depuis les années 1970, la politique de l'enfant unique a freiné la démographie de la Chine. Hervé Le Bras souligne qu'aucune institution n'est cependant capable d'imposer une législation limitant la croissance démographique : ce sont essentiellement l'accès à la contraception et à l'avortement qui agissent de façon significative sur le taux de natalité.
Un taux de fécondité en baisse induit sur le long terme un vieillissement important de la population. Cela est déjà le cas dans plusieurs pays riches, principalement en Europe et en Asie orientale. Une phase identique de vieillissement devrait aussi se produire, dans une moindre mesure et plus tardivement, dans les autres pays.
Plus de la moitié de l'augmentation prévue de la population mondiale d'ici 2050 sera concentrée dans huit pays seulement : République démocratique du Congo, Égypte, Éthiopie, Inde, Nigeria, Pakistan, Philippines et Tanzanie.
| Période                                           | Indice synthétique de fécondité |
| ------------------------------------------------- | ------------------------------- |
| 1950-1955                                         | 4,97                            |
| 1955-1960                                         | 4,90                            |
| 1960-1965                                         | 5,02                            |
| 1965-1970                                         | 4,93                            |
| 1970-1975                                         | 4,47                            |
| 1975-1980                                         | 3,86                            |
| 1980-1985                                         | 3,59                            |
| 1985-1990                                         | 3,44                            |
| 1990-1995                                         | 3,01                            |
| 1995-2000                                         | 2,78                            |
| 2000-2005                                         | 2,65                            |
| 2005-2010                                         | 2,58                            |
| 2010-2015                                         | 2,52                            |
| 2015-2020                                         | 2,47                            |
| 2020-2025                                         | 2,42                            |
| Source : Base de données démographiques de l'ONU. |                                 |

Selon les dernières prévisions de l'ONU (2024), le taux de fécondité est à 2,25 enfants par femme en 2024 et ce taux s'abaissera à 2,1 à la fin des années 2040.

### Projections de la population mondiale jusqu'en 2100
Pour le démographe, se projeter à échelle mondiale au-delà de 50 ans est un exercice très difficile. En effet, des variations apparemment faibles de la fécondité considérée à un instant « t », combinées à une tendance à l'allongement de l'espérance de vie, conduisent après quelques décennies à de grandes différences dans la taille des populations. Ces différences, à partir d'un point de départ de 7 milliards d'habitants, se mesureront en centaines de millions ou en milliards de personnes en plus ou en moins 50 ou 100 ans plus tard. Et la différence entre les scénarios envisagés s'accentue avec le temps.
Il faut enfin noter que des facteurs écoépidémiologiques, climatiques ou socio-économico-politiques imprévus peuvent influencer tous les scénarios et tendances.
Tous les deux ans, l'Organisation des Nations unies (ONU) publie une étude intitulée World Population Prospects qui détaille l'évolution passée et future de la population mondiale. La dernière étude, The 2024 Revision, a été publiée en juillet 2024. Elle prévoit que la population mondiale passera à 8,5 milliards en 2030, 9,6 milliards en 2050 et 10,2 milliards en 2100. Cette étude marque une inflexion majeure dans les projections de l'ONU : pour la première fois, l'ONU prévoit que la population mondiale atteindra un pic avant la fin du siècle, au milieu des années 2080. La Chine a déjà dépassé son pic et devrait perdre 200 millions d'habitants d'ici trente ans, soit 14 % de sa population.
Parmi les différents scénarios de l'ONU, on distingue : une variante basse, une variante moyenne qui est la plus probable et une variante haute. Le tableau ci-dessous résume ces trois scénarios :
| Projections de la population mondiale totale (milliers)         | Projections de la population mondiale totale (milliers) | Projections de la population mondiale totale (milliers) | Projections de la population mondiale totale (milliers) |
| Année                                                           | Variante basse                                          | Variante moyenne                                        | Variante haute                                          |
| --------------------------------------------------------------- | ------------------------------------------------------- | ------------------------------------------------------- | ------------------------------------------------------- |
| 2020                                                            | 7 794 799                                               | 7 794 799                                               | 7 794 799                                               |
| 2030                                                            | 8 363 453                                               | 8 548 487                                               | 8 733 522                                               |
| 2040                                                            | 8 716 310                                               | 9 198 847                                               | 9 682 332                                               |
| 2050                                                            | 8 906 797                                               | 9 735 034                                               | 10 587 774                                              |
| 2060                                                            | 8 882 880                                               | 10 151 470                                              | 11 529 222                                              |
| 2070                                                            | 8 675 770                                               | 10 459 240                                              | 12 495 987                                              |
| 2080                                                            | 8 331 397                                               | 10 673 904                                              | 13 478 079                                              |
| 2090                                                            | 7 869 840                                               | 10 809 892                                              | 14 515 851                                              |
| 2100                                                            | 7 322 116                                               | 10 875 394                                              | 15 600 369                                              |
| Source : Base de données démographiques de l'ONU, révision 2019 |                                                         |                                                         |                                                         |

On ignore à quel niveau la population humaine pourrait se stabiliser, ni même si elle se stabilisera (augmentera ou diminuera), compte tenu des incertitudes concernant l'évolution du comportement reproductif de l'espèce. En effet, il sera toujours difficile de prévoir si le taux de fécondité au niveau mondial augmentera, diminuera ou se stabilisera au niveau de 2021 : 2,3 enfants par femme. Le seuil de remplacement qui garantit une augmentation de la population à long terme est un taux de fécondité supérieur à 2,1. L'ONU prévoit que ce taux s'abaissera à 2,1 à la fin des années 2040.
Il faut noter que même si la fécondité mondiale n’était que de 1,6 enfant par femme, la population mondiale continuerait d’augmenter pendant encore plusieurs décennies du simple fait de l'inertie démographique.
L'ONU a d'abord supposé dans les années 1990-2000, et alors que le cap des 6 milliards de terriens était atteint vers 1999 que la population pourrait se stabiliser à la fin du XXIe siècle vers 9,5 milliards d'êtres humains (scénario moyen). En 2011, le Département des affaires économiques et sociales de l'ONU a fortement révisé (à la hausse) ses hypothèses et conclusions en termes de projection démographique (2010 Revision of World Population Prospects). Après une légère réduction des estimations, la dernière projection (2024, scénario moyen) porte la prévision 2100 à 10,2 milliards de personnes ;
| Évolution des prévisions de l'ONU (scénario moyen, en milliards d'habitants) | Évolution des prévisions de l'ONU (scénario moyen, en milliards d'habitants) | Évolution des prévisions de l'ONU (scénario moyen, en milliards d'habitants) |
| Prévision ONU                                                                | Population en 2050                                                           | Population en 2100                                                           |
| ---------------------------------------------------------------------------- | ---------------------------------------------------------------------------- | ---------------------------------------------------------------------------- |
| Prévision 1998                                                               | 9,1                                                                          | 9,5                                                                          |
| Prévision 2011                                                               | 9,3                                                                          | 10,1                                                                         |
| Prévision 2013                                                               | 9,55                                                                         | 10,85                                                                        |
| Prévision 2015                                                               | 9,72                                                                         | 11,21                                                                        |
| Prévision 2017                                                               | 9,77                                                                         | 11,18                                                                        |
| Prévision 2019                                                               | 9,74                                                                         | 10,88                                                                        |
| Prévision 2022                                                               | 9,69                                                                         | 10,4                                                                         |
| Prévision 2024                                                               | 9,64                                                                         | 10,19                                                                        |

Selon le scénario moyen de la prévision 2024, elle devrait atteindre un pic d'environ 10,3 milliards en 2084, puis décroître progressivement, retombant à 10,2 milliards en 2100.
La principale novation de la prévision 2022 est qu'elle prévoit un pic de population en 2086 à 10,43 milliards, alors que les prévisions précédentes n'avaient jamais prévu de pic avant 2100. Cette prévision comporte des modifications substantielles des populations en 2050 par rapport à la prévision 2019 : -7 % pour la Chine, -1 à 4 % pour la plupart des pays d'Europe occidentale et les États-Unis ainsi que la Russie et le Japon, +2 % pour l'Inde, +5 % pour la Pologne ; pour 2100, les différences sont encore plus marquées : la population chinoise est révisée en baisse de près de 30 %, celles des États-Unis et de la Russie de 10 %, celle de la France de 7 %. Ces évolutions découlent en général de révisions des hypothèses sur les taux de fertilité, qui sont abaissés sur toute la période pour prendre en compte leur fort recul de 2,5 en 2017 à 2,3 en 2021. Une remontée des taux de fertilité dans les pays développés est cependant supposée.
Selon les dernières prévisions, l'Afrique sub-saharienne est responsable de la majeure partie de l'accroissement démographique, alors que la population de plusieurs autres régions commencera à décroître ; elle deviendra à la fin des années 2060 la région la plus peuplée et pourrait atteindre 3,4 milliards d'habitants en 2100. Dans la prévision 2019, neuf pays étaient responsables de la majorité de l’augmentation démographique : le Nigeria, le Pakistan, la République démocratique du Congo, l’Éthiopie, la Tanzanie, l’Indonésie, l’Égypte, les États-Unis, et surtout l’Inde.
En juillet 2020, une étude de chercheurs de l’Institute for Health Metrics and Evaluation (IHME), parue dans The Lancet, prévoit une baisse de la démographie mondiale à partir de 2064, avec un pic à 9,7 milliards d'individus et un effectif de 8,8 milliards en 2100,. La différence d'évaluation avec l'ONU, qui anticipe une poursuite de la croissance démographique jusqu'en 2100, s'explique principalement par la prévision d'une chute de la fécondité due à l'amélioration de l'accès à la contraception et l'éducation des filles et des femmes. Cette diminution est toutefois peu probable en raison de l'inertie démographique (voir au-dessus).
Le 22 août 2022, James Pomeroy, économiste chez HSBC, publie une étude qui conclut que le recul du taux de fécondité, tombé en 2021 à 2,3 naissances par femme, pourrait continuer plus rapidement que prévu par l'ONU, qui prévoit qu'il serait à 2,1 en 2050. Selon lui, la population mondiale attendrait son pic vers 2043 (et non vers 2080 comme le prévoit l'ONU), et chuterait de moitié d'ici 2100, à environ 4 milliards.
Le rapport 2024 de l'ONU compare ses propres prévisions avec celles de deux autres institutions : Wittgenstein Center for Demography and Human Capital (WIC) et l'Institute for Health Metrics and Evaluation (IHME) : les projections de l'ONU sont les plus élevées, les deux autres projections prévoient un pic de population plus précoce et des populations 2100 plus basses : 9,9 milliards selon WIC et 8,8 milliards selon IHME.

## Impact environnemental de la surpopulation
La croissance de la population mondiale est telle que de nombreux scientifiques parlent de surpopulation et posent la question de la capacité de charge de la planète sur le plan environnemental.
La croissance démographique a pour effet d'augmenter l'empreinte écologique totale et de diminuer la biocapacité disponible par tête. Ainsi, malgré les « progrès techniques » (intrants agricoles, irrigation...) qui ont contribué à augmenter la capacité agricole par l'accroissement des rendements moyens par hectare des cultures, portant ainsi la biocapacité totale de la planète de 9,5 à 12,2 milliards d’hectares globaux (hag) entre 1961 et 2013, la population humaine mondiale étant passée de 3,1 à près de 7 milliards d’habitants durant la même période, la biocapacité disponible par tête a été ramenée de 3,12 à 1,71 hag. En 2012, l'empreinte écologique de l'humanité atteignait 20,1 milliards d'hag, soit 2,8 hag par personne, alors que la biocapacité de la Terre n'était que de 12,2 milliards d'hag, ou 1,7 hag par personne, soit une surexploitation écologique de 65 %. Il faudrait donc 1,65 année pour régénérer les ressources consommées par l'homme en 2012 et absorber le CO2 produit.